# 安特衛普鎮區 (密歇根州)
安特衛普鎮區（英語：Antwerp Township）是位於美國密歇根州范布倫縣的一個行政鎮區。

## 地方資料
安特衛普鎮區的面積為90.90平方千米，當中陸地面積為90.40平方千米，而水域面積為0.50平方千米。根據2020年美國人口普查的數據，當地共有人口13425人，而人口密度為每平方千米147.69人。